# 橡皮圖章

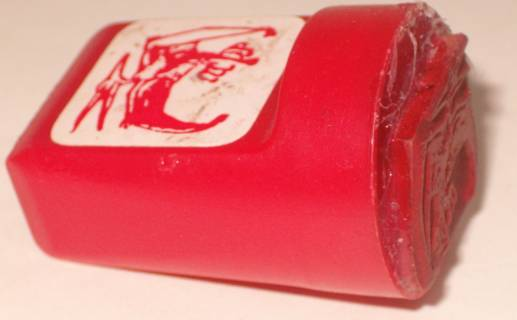
翼龍圖案的橡皮圖章

橡皮圖章，又稱橡皮印章、橡皮章、橡皮章子，是印章的一種，透過經雕刻的橡膠塊蘸上印泥或顏料來印出圖案或文字，可作為辦公室文具及兒童玩具等用途。現在的橡皮圖章除了用橡皮製作外，還有使用膠板代替橡皮的。大小也从原先的3X3、2.5X5、5X5、1X1X5的基本尺寸，出了更大的尺寸。例如10X15等等。
橡皮章使用的橡皮与日常使用的文具橡皮质地不一样。现在的橡皮较之橡皮章未流行前种类、大小、颜色更丰富了。现在除了单层的橡皮，更有双层橡皮，在雕刻留白较多的图片时，提供了更多的便利。现在还有滚轴式的橡皮出现，方便做衔接式的图案。
当块橡皮章雕刻完成，薄薄的不足2厘米不到的厚度，加上橡皮又柔软，使用并不便利。因此需要手柄，最常见的是常规尺寸的木质手柄，还有因为可以自己制定尺寸裁剪间隔又实惠而被受欢迎的软木手柄。现在还有使用玩偶、手办等等作为手柄的。

### 进阶玩法
套印，如同版畫一樣，将图案按照颜色分成若干部分，最后印在一起，拼成一副完整的图案。

## 衍生
- 热缩片
- 火漆印